# Cymbaeremaeus silva
Cymbaeremaeus silva är en kvalsterart som beskrevs av K. Fujikawa 2002. Cymbaeremaeus silva ingår i släktet Cymbaeremaeus och familjen Cymbaeremaeidae. Inga underarter finns listade i Catalogue of Life.